# Sytadin
Sytadin (Synoptique du trafic autoroutier d'Île-de-France) est un site web d'information routière inauguré en février 1996. Il est géré par la direction régionale et interdépartementale de l'Équipement et de l'Aménagement d'Île-de-France (DRIEA-IF ou plus communément Dirif).

## Objectifs
Le site diffuse une information en temps réel du trafic routier sur les principaux axes routiers d'Île-de-France, qui permet à ses usagers de mieux gérer leurs déplacements. Il repose sur le système informatique dénommé « Sirius » ainsi que sur les opérateurs et patrouilleurs de la DRIEA-IF,.

## Services
Le site propose plusieurs types d'informations permettant d'organiser ses déplacements :
- une carte des évènements minute par minute (bouchons, travaux, incidents, accidents, fermetures de voies ainsi que les vitesses moyennes de circulation) ;
- des flashs infos dans le cas d'évènements perturbants ;
- l'annonce des fermetures nocturnes pour travaux ainsi que les chantiers programmés ;
- un calculateur d'itinéraire (trajet le plus court ou le plus rapide) ;
- une estimation du temps de parcours moyen en prévision d'un déplacement, calculé statistiquement à l'aide des données moyennes de circulation selon le jour et l'heure ;
- une fonctionnalité personnalisable d'itinéraires favoris.

## Obtention des données
Les données proviennent de boucles de comptage, de caméras, de GPS et de téléphones portables. 
Las boucles de comptage sont des capteurs situés sous les chaussées, qui fournissent la vitesse et le poids des véhicules. L'entretien de ces équipements est coûteux, et leur nombre est passé de 6 000, initialement, à 800. 
La Dirif achète les données des GPS et téléphones portables.

## Trafic
En 2009, le site connaît une moyenne de fréquentation de près de 100 000 visites par jour et une moyenne mensuelle dépassant 2 400 000 visites. Il atteint un record de 512 000 visites le 17 décembre 2009, en raison d'un épisode neigeux. Sa fréquentation a augmenté de 17 % entre 2008 et 2009. La version mobile du site faisait l'objet de 200 000 visites par mois en 2008. Sytadin communique aussi sur Twitter.